# 曹云龙
曹云龙（1965年10月—），男，中华人民共和国外交官，曾任中华人民共和国驻敖德萨总领事和中华人民共和国驻伊尔库茨克总领事。

## 生平
1991年，进入中华人民共和国外交部工作，先后在中国国际问题研究所、驻亚美尼亚大使馆、外交部干部司、驻白俄罗斯大使馆、驻俄罗斯大使馆任职。2005年，任驻格鲁吉亚大使馆参赞。2008年，任驻塔吉克斯坦大使馆参赞。2012年，任外交部欧亚司参赞。2014年3月，出任中华人民共和国驻敖德萨总领事。2016年6月，出任中华人民共和国驻伊尔库茨克总领事。2022年4月，自驻伊尔库茨克总领事离任。

## 家庭
已婚，有一子。